# Fraunhofer-Center Nanoelektronische Technologien
Das Center Nanoelectronic Technologies (CNT) ist ein Geschäftsbereich des Fraunhofer-Institut für Photonische Mikrosysteme (IPMS). Es betreibt einen eigenen Reinraum für Erprobungs- und Evaluierungsdienstleistungen für Materialien und Prozesse der Halbleitertechnik unter Industriebedingungen. Dabei stehen Prozessanlagen die Herstellung moderner Halbleiterprodukte primär auf 300-mm-Wafern zur Verfügung, unter anderem für Atomlagenabscheidung, chemisch-mechanisches Polieren, Kupfer-Plattieren und Elektronenstrahllithografie (E-Beam).
Das Fraunhofer IPMS ist Mitglied in zahlreichen Forschungsnetzwerken, unter anderem dem Fraunhofer-Verbund Mikroelektronik (VµE) und der Forschungsfabrik Mikroelektronik Deutschland.

## Geschichte
Das Center Nanoelectronic Technologies wurde am 31. Mai 2005 als öffentlich-private Partnerschaft mit zwischen AMD (heute Globalfoundries), Infineon (später Qimonda) und der Fraunhofer-Gesellschaft als eigenständige Einrichtung gegründet. Nach der Insolvenz von Qimonda (2009) fiel nicht nur ein Hauptkooperationspartner weg, und somit ein wesentlicher Teil der Finanzierung, sondern auch die Weiternutzung des 800 Quadratmeter großen Reinraums auf Gelände von Qimonda war fraglich.
Am 16. Oktober 2012 beschloss der Senat der Fraunhofer-Gesellschaft, das CNT nicht mehr als eigenständige Einrichtung, sondern ab dem 1. Januar 2013 als Teil des Fraunhofer-Institut für Photonische Mikrosysteme fortzuführen.

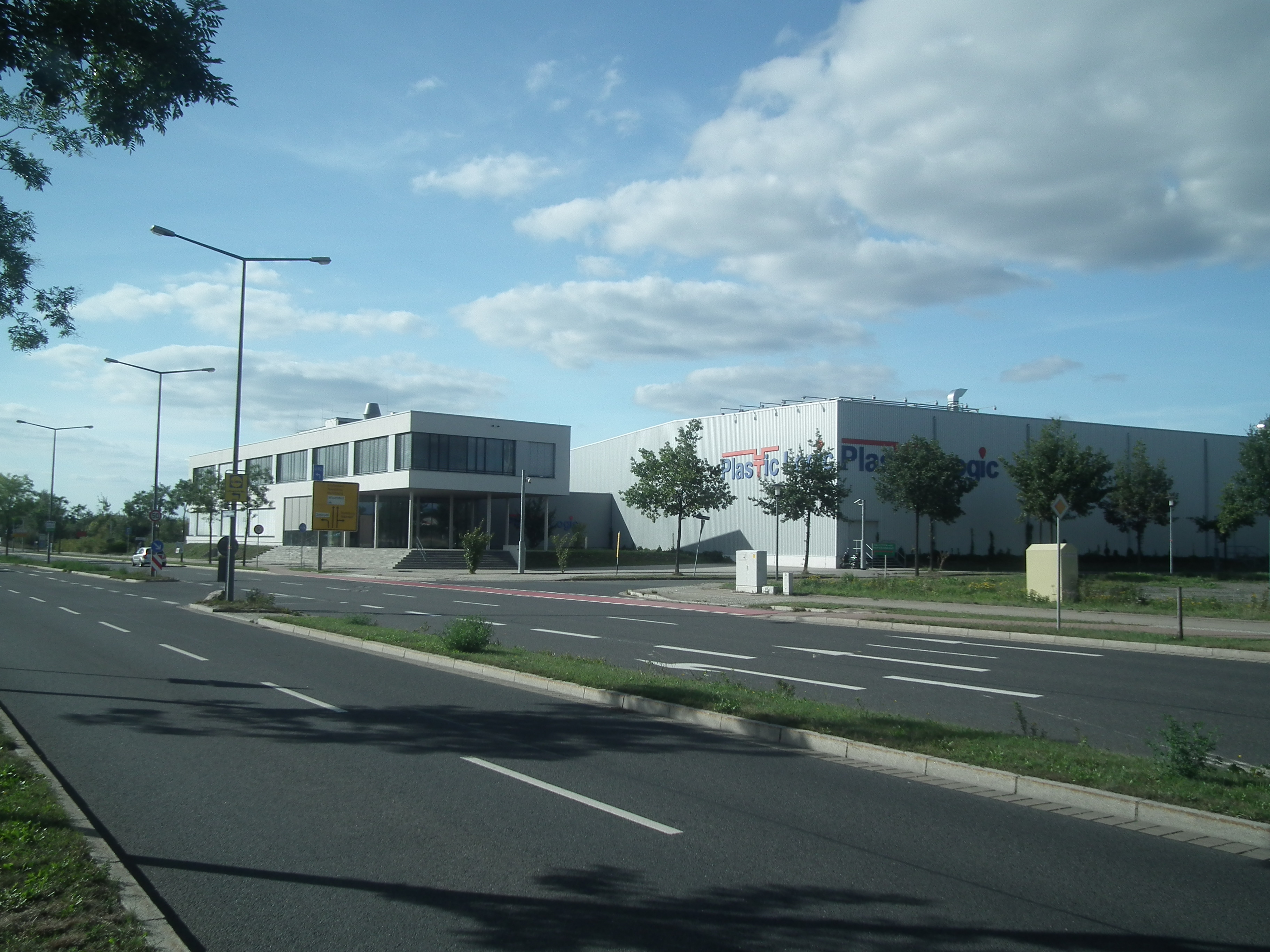
Institutsgebäude seit 2020 (vorher Plastic Logic)

Im August 2019 kündigte Infineon, das mittlerweile wieder Eigentümer des ehemaligen Betriebsgeländes von Qimonda geworden war, dem CNT die Räumlichkeiten (vor allem den Reinraum) aus Eigenbedarf. Es folgte die Suche nach einer neuen Räumlichkeit, die im ehemaligen Standort der Plastic Logic Germany GmbH nahe Globalfoundries gefunden wurde. Der Umzug erfolgte 2020/2021.

## Forschungsschwerpunkte
- Entwicklung neuer Materialien und Schichtsysteme für den Einsatz in der Halbleiterfertigung
- Metrologie und Analytik – Screening von Verbrauchsmitteln und Bestimmung von Schichtparametern und Eigenschaften in der Fertigungslinie (inline) und im Labor
- Prozess- und Technologieintegration zur Umsetzung von Forschungsergebnissen in die Fertigung:
  - Energieeffiziente Speicherlösungen (Energy Harvesting, Lithiumbatterie)
  - Ferroelectric Random Access Memory (FRAM)
  - Nichtflüchtiger Datenspeicher (NVM)
  - 300-mm-Technologiemodule
  - Skalierbare Fertigungsverfahren für Qubits für Quantencomputing[7]
  - Neuartige Speicherkonzepte für Neuromorphic Computing[8][9]